# 瓦卡省
瓦卡省 （法語：Prefecture d'Ouaka）是中非共和国16省之一，首府班巴里。它与刚果民主共和国接壤，面积為49,900平方公里，根據2003年人口普查，該省人口為224,076人，人口密度低于5人/平方公里。